# Hoboksar (köpinghuvudort i Kina, Xinjiang Uygur Zizhiqu, lat 46,80, long 85,73)
Hoboksar (kinesiska: 和布克赛尔, 和布克赛尔镇) är en köpinghuvudort i Kina. Den ligger i den autonoma regionen Xinjiang, i den nordvästra delen av landet, omkring 360 kilometer nordväst om regionhuvudstaden Ürümqi. Antalet invånare är 13 992. Befolkningen består av 6 976 kvinnor och 7 016 män. Barn under 15 år utgör 20,0 %, vuxna 15-64 år 75 %, och äldre över 65 år 4,0 %.
Runt Hoboksar är det mycket glesbefolkat, med 2 invånare per kvadratkilometer. Hoboksar är det största samhället i trakten. Trakten runt Hoboksar består i huvudsak av gräsmarker.
Genomsnittlig årsnederbörd är 222 millimeter. Den regnigaste månaden är juli, med i genomsnitt 47 mm nederbörd, och den torraste är november, med 7 mm nederbörd.